# Aristolochia lingua
Aristolochia lingua là một loài thực vật có hoa trong họ Aristolochiaceae. Loài này được Malme mô tả khoa học đầu tiên năm 1904.